# Fundação Getulio Vargas
La Fundação Getúlio Vargas (spesso abbreviata in FGV o, più semplicemente, in GV) è un istituto brasiliano d'istruzione superiore reputato tra le migliori università e tra i più importanti think tank del mondo. È stato fondato il 20 dicembre del 1944 allo scopo precipuo di formare personale specializzato nella conduzione aziendale (il cosiddetto management) sia per il settore pubblico che privato del Brasile; in seguito, con il crescere e l'affermarsi dell'istituzione, anche i suoi obiettivi si sono ampliati a una visione più generale e complessa dello sviluppo sociale ed economico del paese.
La Fondazione ha otto scuole, due istituti, quattro centri di ricerca e un'area di ricerca applicata, oltre a una casa editrice, che tra le molte pubblicazioni annovera la Revista brasileira de economia e il mensile Conjuntura economica, e un sistema bibliotecario con sedi a Rio de Janeiro, San Paolo e Brasilia.
Ente specializzato nell'analisi del reddito nazionale, è un centro di formazione post-universitario altamente specializzato che collabora con enti ed università di tutto il mondo, fra cui sin dal 2007 l'Università del Michigan.